# جامع أرسلان باشا (اللاذقية)
جامع أرسلان باشا هو مسجد أثري في مدينة اللاذقية في سوريا تم بنائه خلال حكم الدولة العثمانية وسمي (أرسلان باشا) تيمناً باسم الحاكم في المنطقة الوالي أرسلان بن نوغاي باشا المطرة جي، ويعد هذا الجامع أحد أشهر جوامع المدينة.

## قصة وتاريخ البناء
في مطلع القرن الثاني عشر الهجري - أواخر القرن السابع عشر الميلادي أسندت ولاية طرابلس إلى والٍ يسمى أرسلان باشا المطرجّي (أرسلان محمد باشا؟)، وأصبح أمير اللاذقية أخوه قبلان باشا.
فرأى أرسلان باشا تحويل مركز اللواء من جبلة إلى اللاذقية، وكانت قد استحالت إلى بلدة صغيرة تعيش على هامش الحياة.
رافق هذا التحول إنعاش البلد، فأنشأ أرسلان باشا مسجداً وحماماً في حي الأشرفية (الشحاذين) مساهمة منه في تطوير البلد، فبدأ العمل في ربيع الأول سنة 1101هـ - كانون الأول سنة 1689م، كان الحمام أشد فخامة وأعلى قبة.
وقد هدم كل من الحمام والمسجد حديثاً، وأعيد بناء المسجد بينما تلاشى الحمام.